# Cucina georgiana

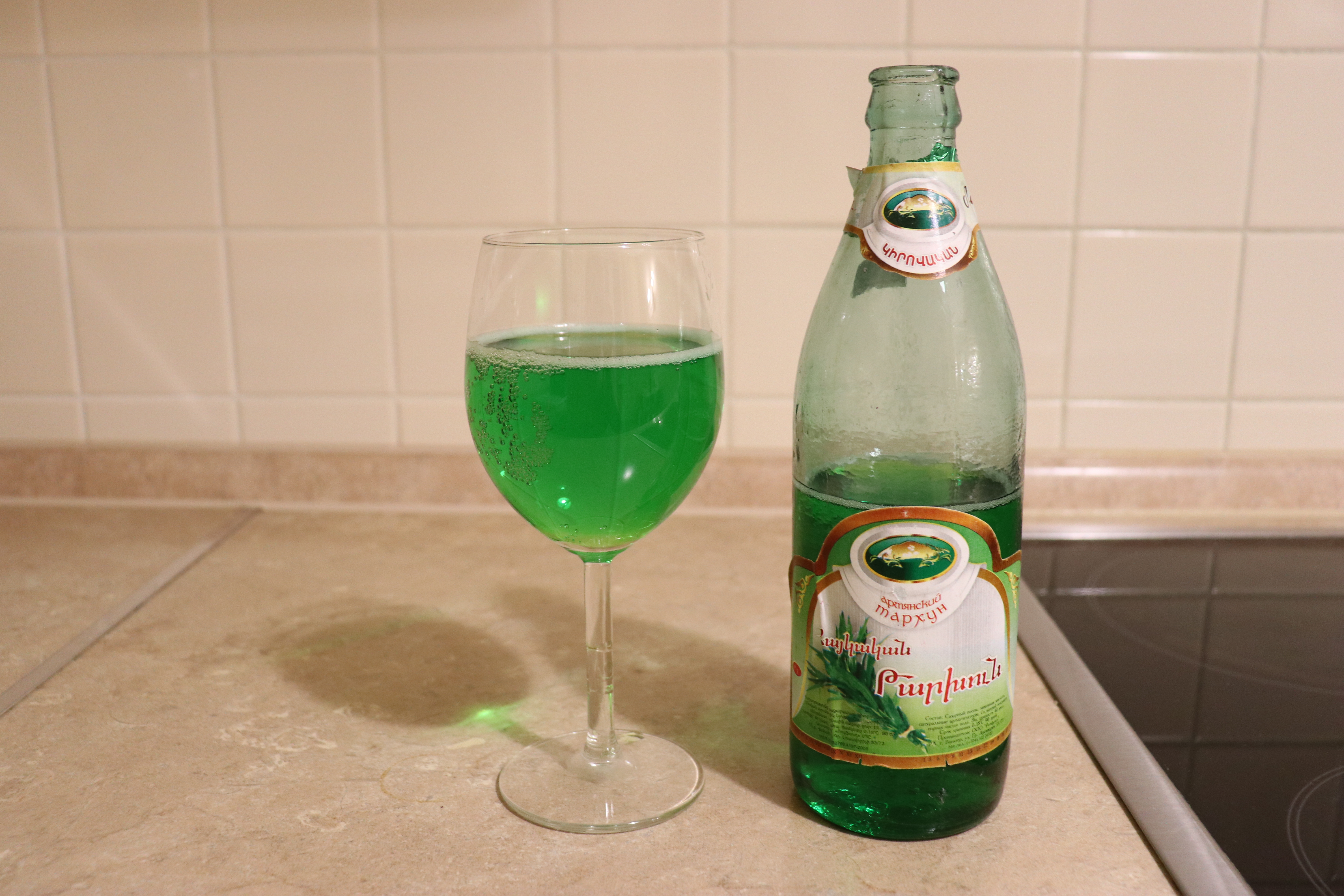
Bicchiere con t'arkhuna, bibita gassata tipicamente georgiana, aromatizzata al dragoncello.

La cucina georgiana è la cucina nata e sviluppata in Georgia e dal popolo georgiano nel mondo.
Ha influenze sia europee che mediorientali.
La cucina offre una varietà di piatti con varie erbe e spezie.
Ogni provincia storica della Georgia ha la sua distinta cucina tradizionale, come la magreliana, Cacheziana e Imereziana.
L'importanza sia del cibo che delle bevande nella cultura georgiana si osserva durante la festa della supra, quando viene preparato un grande assortimento di piatti, sempre accompagnato da grande numero di vini, e che può durare per ore.
Nei paesi dell'ex Unione Sovietica, il cibo georgiano è famoso a causa dell'immigrazione dei georgiani in questi paesi ed in particolare in Russia.
Difatti nelle grandi città russe sono presenti ristoranti georgiani, e anche i ristoranti russi inseriscono nei loro menù piatti georgiani.

## Insalate

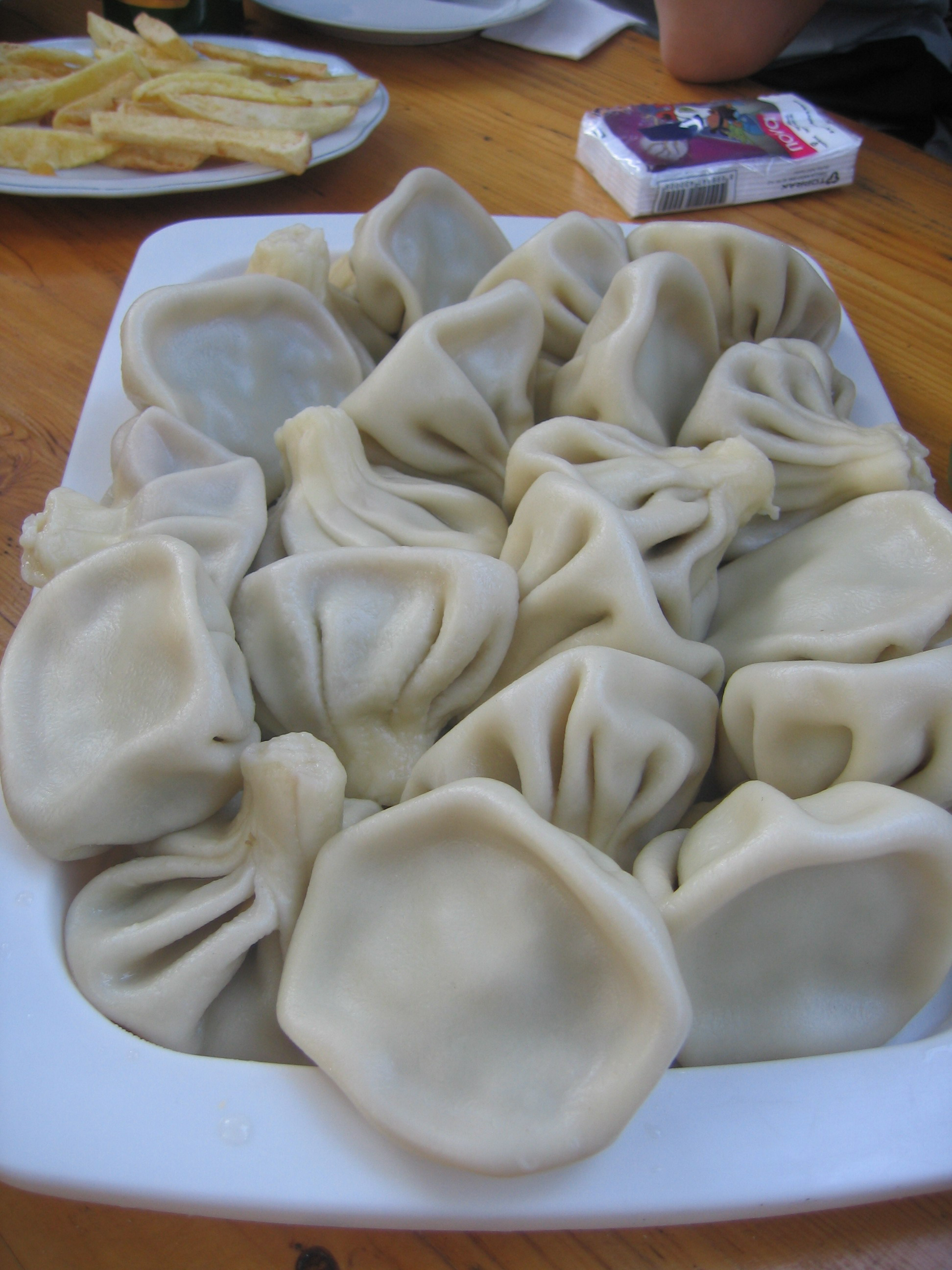
Khink'ali

- Katmis
- Tevzis
- Kvertskhis
- Kiborchkhalis
- Sagazapkhulo
- Khakhvis
- Lobios
- Tcharkhlis
- Kartophilis
- Satatsuris
- Staphilos
- Kombostos
- Sokos
- Ispanakhis
- Kitris
- Tarkhunis
- Khilis
- Boloki tcharkhlit
- Kombosto vashlit
- Ispanakhi Matsvnit
- Tcharkhali vashlit
- Pkhali[1]

## Zuppe

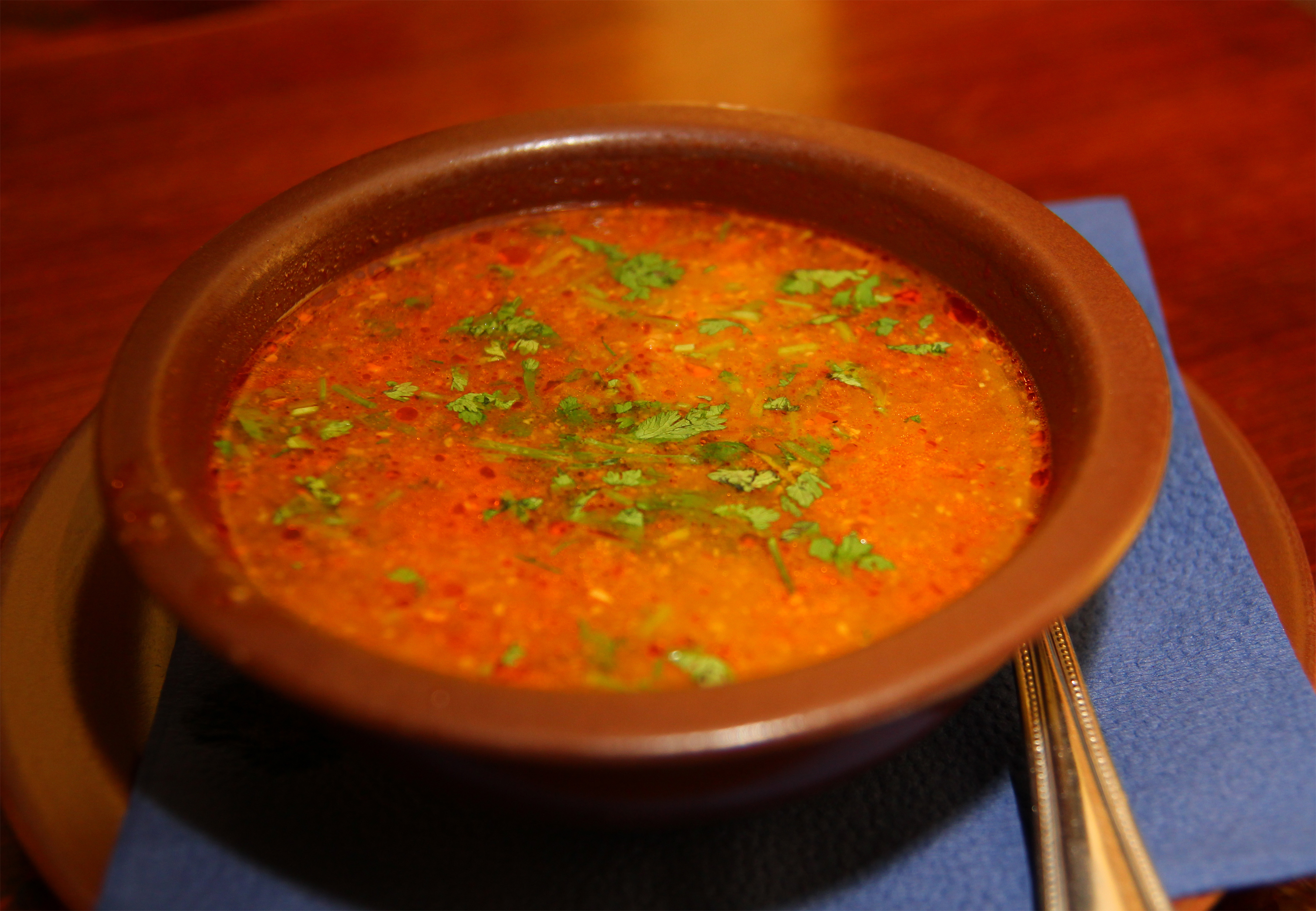
Kharcho

| - Balbis - Nivris - Matsvnis - Pomidvris - Mukhudos | - Satatsuris - Kharcho - Arjakelis - Shindis - Dos | - Gogris - Domkhlis - Bostneulis - Sokos - Ispanakhis | - Qvelis - Puris Kharsho - Chikhirtma - Katmis - Staphilos | - Makhokhis - Lobios - Gholos - Shorba |

## Piatti vegetariani
| - Khachapuri - Sazapkhulo Tolma - Lobiani (torta salata ripiena di fagioli rossi e spezie) - Lobio Nigvzit - Mtsvane Lobio | - Soko Naghebit - Badrijani (involtini di melanzane con pasta di noci e spezie) - Kartopili Nigvzit - Kartopili Kvartskhit | - Ajepsandali - Badrijnis Borani - Kombosto Nigvzit - Mkhlovani (torta salata ripiena di verdure e formaggio) | - Soko - Ispanakhi - Ispanakhi Kvertskhit | - Satatsuri Nigvzit - Badrijnis Khizilala - Ekala Nigvzit - Gogris Guphta - Tolma |

## Pesce
| - Tarti Tetri ghvinit - Shemtsvari Tarti - Tsvera Nigvzit da Brotseulit - Loko Kindzmatshi - Tsotskhali | - Tevzi Bazheshi - Loko Tsiteli Ghvinit - Kephali - Shebolili Kephali | - Zutkhi Shemtsvari - Zutkhis Mtsvadi - Zutkhi Kaklis photolshi - Tevzi Pamidvrit | - Kalmakhi Tarkhunit - Kibo Mokharshuli - Kibo Kindzit - Kibo Tetri Ghvinit | - Khizilala - Chakhokhbili Oraguli - Oraguli Nigvzit - Kobri Nigvzit da Brotseulit |

## Pollame
| - Tabaka - Chkhmeruli - Chakhokhbili - Kutchmatchi | - Tsitsila Shindit - Tsitsila Abkhazurd - Satsivi - Chikhirtma | - Ikhvis Chakhokhbili - Ikhvi Komshit - Bati Shavi kliavit - Indauris garo | - Ikhvi Bostneulit - Katami Brinjit - Katami Gatenili Kuch-gvidzlit - Satsivi Kvertskhit | - Katmis Mkhali - Katami Nivrit - Shemtsvari Indauri |

## Carne
| - Muzhuzhi - Betchi - Kutchmatchi - Abkhazura | - Ku - Lori - Chakapuli | - Kababi - Mtsvadi - Basturma | - Guphta - Shemtsvari Gotchi - Qaurma | - Khashlama - Plov - Jonjoli | - Khink'ali - Mokharshuli Gotchi - Chanakhi | - Shilaplavi - Mokharshuli ena - Dzekhvi |

## Salse e spezie
- Ajika - una pasta di spezie

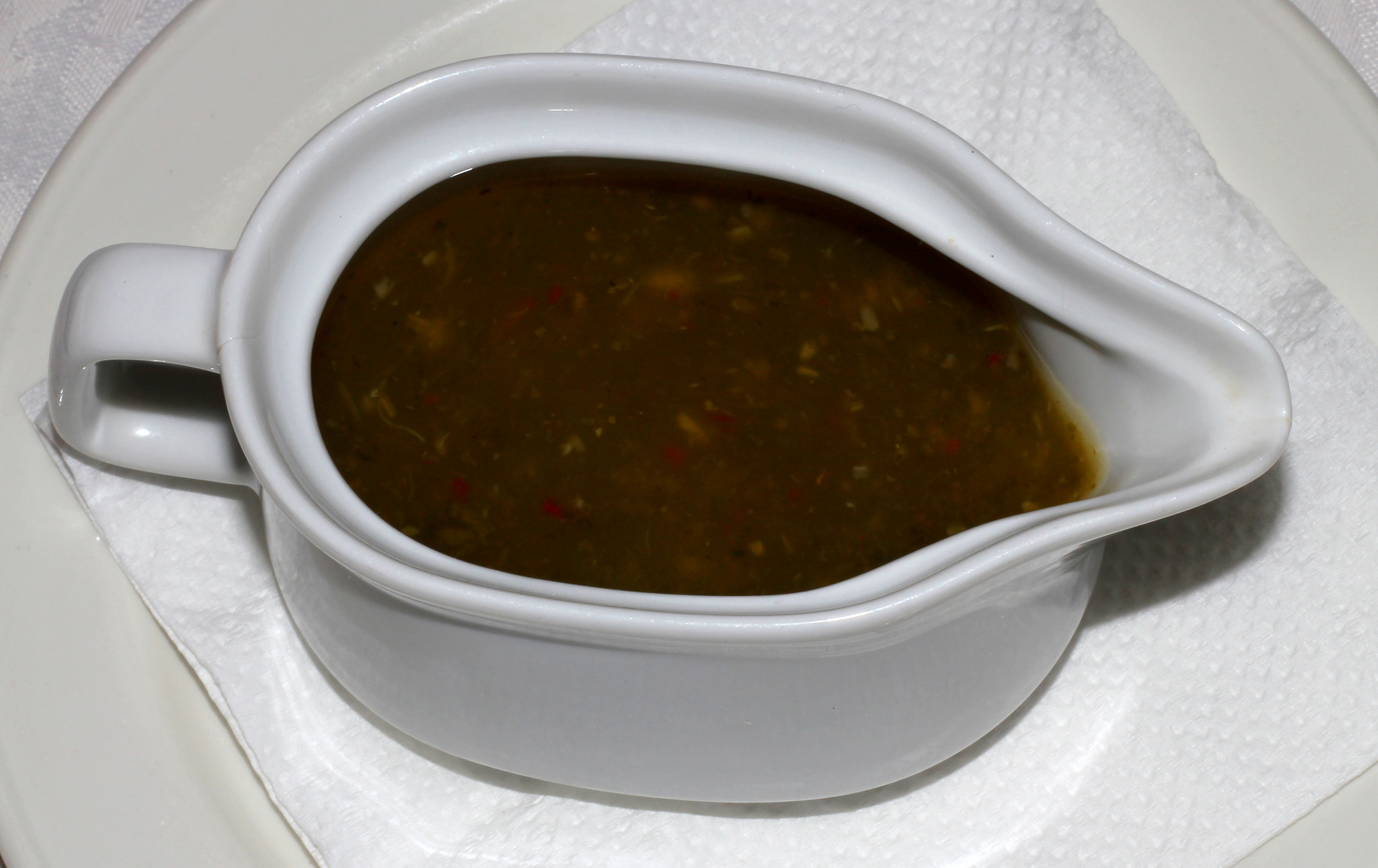
Salsa t'q'emali

- Khmeli suneli – una miscela di spezie
- Satsivi - un tipo di salsa di noci
- T'q'emali - un tipo di salsa di prugne